# Jason Rae
Jason Rae (sinh ngày 25 tháng 11 năm 1986) là thành viên Ủy ban Quốc gia Đảng Dân chủ (DNC) từ Wisconsin. Ông là người trẻ nhất từng được bầu vào DNC. Vào ngày 5 tháng 2 năm 2017, ông được bầu làm thư ký của DNC.

## Đầu đời và giáo dục
Rae được sinh ra ở Rice Lake, Wisconsin, của John và Lori Rae. Ông là một sinh viên tại Đại học Marquette, từ đó ông tốt nghiệp cử nhân BA lịch sử và khoa học chính trị. Ông là một cộng tác viên tại Nation Consulting ở Milwaukee.